# Spoorlijn Hvellinge - Falsterbo
De spoorlijn Hvellinge - Falsterbo is een Zweedse spoorlijn van de voormalige spoorwegmaatschappij Hvellinge - Skanör - Falsterbo Järnväg (HSFJ) gelegen in de provincie  Skåne.

## Geschiedenis
Hvellinge - Skanör - Falsterbo Järnvägsaktiebolag werd op 27 februari 1899 in Malmö opgericht. Het traject werd op 18 mei 1904 geopend.

## Bedrijfsvoering
In 1891 gingen de Malmö - Billesholms Järnväg (MBJ) en de Malmö - Trelleborgs Järnväg (MTJ) een samenwerkings overeengekomen onder de naam Malmö Järnväg (afgekort: MJ) voor het voeren van een gemeenschappelijke administratie.
De Malmö Järnväg (MJ) werd in 1891 opgericht als voortzetting van het samenwerkingsverband en de bedrijfsvoering uitvoerde bij de volgende onafhankelijke spoorwegonderneming:
- Malmö - Trelleborgs Järnväg (MTJ)
- Malmö - Billesholms Järnväg (MBJ)
- Trelleborg - Rydsgård Järnväg (TRJ)
- Malmö - Tomelilla Järnväg (MöToJ)
  - Malmö - Simmrischamn Järnväg (MSJ)
- Malmö - Kontinentens Järnväg (MKJ)
- Västra Klagstorp - Tygelsjö Järnväg (KTJ)
- Hvellinge - Skanör - Falsterbo Järnväg (HSFJ)

## Faillissement
Ondanks een positieve ontwikkeling in de regio werd het bedrijf slachtoffer van de verslechterende economie. De aandelentransactie van de MTJ in 1911 om meer geld beschikbaar te hebben heeft niets geholpen. Aan het eind van 1919 ging HSFJ failliet. Met ingang van 1 januari 1920 werd het verkeer stilgelegd.
MTJ opereren in de toekomst
Trafiknedläggelsen op het spoor had veroorzaakt grote problemen voor de weggebruikers. Zij stelden voor de onderhandelingen met de curator tot hervatting van het verkeer. Het verzekerd van een operationele cash uit te keren bedrag van meer dan twee jaar.
Met de steun en bepaalde garanties van MTJ werd het trein verkeer op 22 mei 1920 hervat. De financiële steun van de MTJ voor de dienst van de curator dienden als overbrugging tot april 1925.
In 1939 werd het traject tijdelijk gesloten om Falsterbo kanaal te kunnen bouwen. Op 1 augustus 1941 maakte het eerste schip gebruik van het nieuwe kanaal. De brug werd voor het spoor alsmede het wegverkeer aangelegd.

## Sluiting en sloop
Ondanks voortdurende rationalisatie werd de baan steeds niet rendabel. Uiteindelijk was de grens bereikt en werd de beslissing genomen om het spoor te sluiten.
Op 23 augustus 1971 werd alle verkeer tussen Hvellinge en Falsterbo stilgelegd. Het goederenvervoer was feitelijk dit al op 3 juni 1956 gebeurd.
In de zomermaanden reed er geregeld een stoomtrein tussen Malmö en Falsterbo. Op 29 augustus 1965 reed deze trein voor het laatst.
In de jaren 1971 - 1972 werden de sporen opgebroken.

## Genationaliseerd
De (MBJ) werd in 1896 door de staat genationaliseerd en de bedrijfsvoering over gedragen aan de SJ.
De (MKJ) werd in 1906 door de staat genationaliseerd en de bedrijfsvoering over gedragen aan de SJ.
Het samenwerkingsverband en de overige ondernemingen werden op 1 juli 1943 door de staat genationaliseerd en de bedrijfsvoering over gedragen aan de SJ.